# Serrat de l'Horta (Alpens)
El Serrat de l'Horta és una muntanya de 981 metres que es troba al municipi d'Alpens, a la comarca catalana del Lluçanès.